# Aurichalciet
Het mineraal aurichalciet is een koper-zink-carbonaat, een verbinding van twee carbonaatgroepen met koper, zink, en zes hydroxylgroepen met de molecuulformule (Zn, Cu)5(CO3)2(OH)6. Het wordt meestal als een secundair mineraal gevonden. De naam komt waarschijnlijk van het Griekse ὀρείχαλκος, oreichalchos, dat bergerts betekent.